# 匹兹堡大学校友厅
匹兹堡大学校友厅（Alumni Hall），是美国匹兹堡的一处历史地标。该建筑原为共济会会所（Masonic Temple），建于1914-1915年，由著名建筑师Benno Janssen设计。
校友厅沿第五大道长200英尺（61），进深120英尺（37）。该建筑高9层，面积110,000平方英尺（10,000平方）。
1993年12月23日，匹兹堡大学以850万美元的价格收购原共济会会所（2016年价值1793萬美元）  1998年11月，投资1600万美元（2016年价值2926萬美元）进行修复，2000年2月完成。

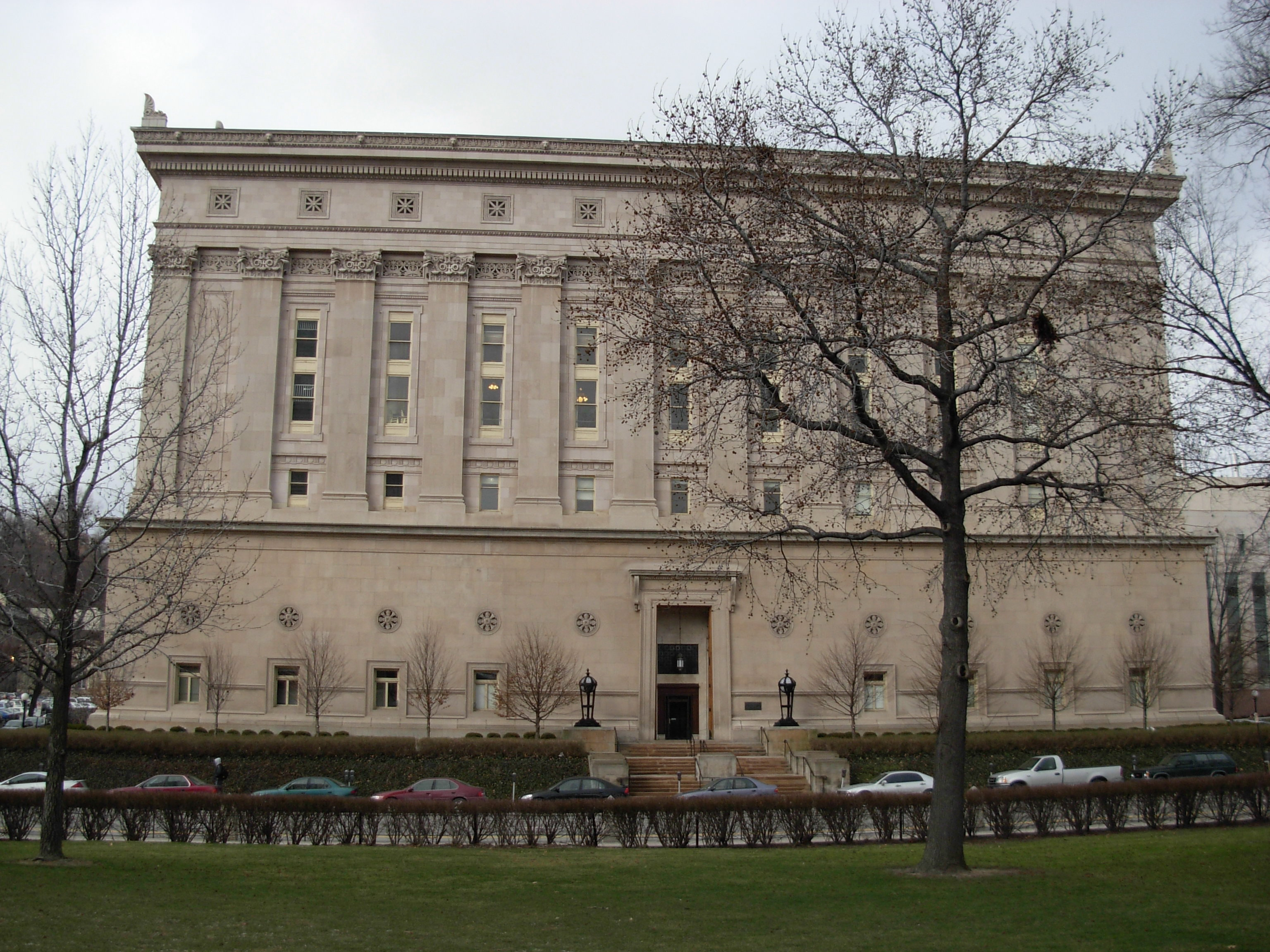
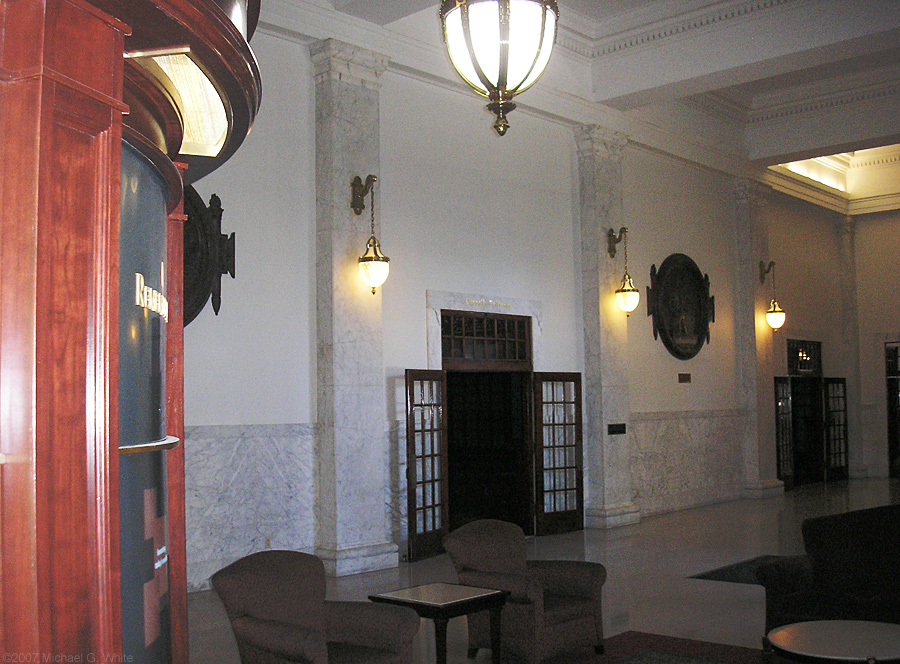
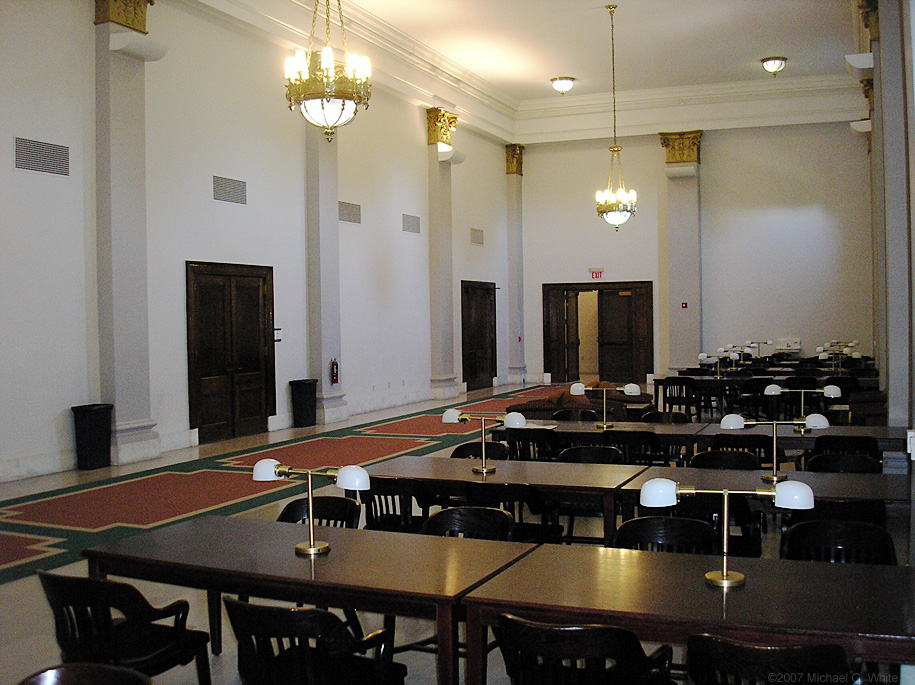
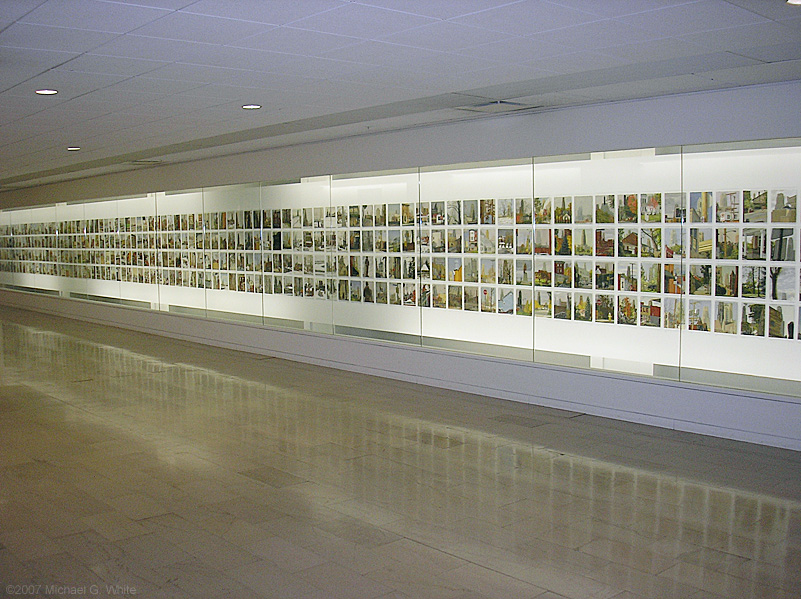
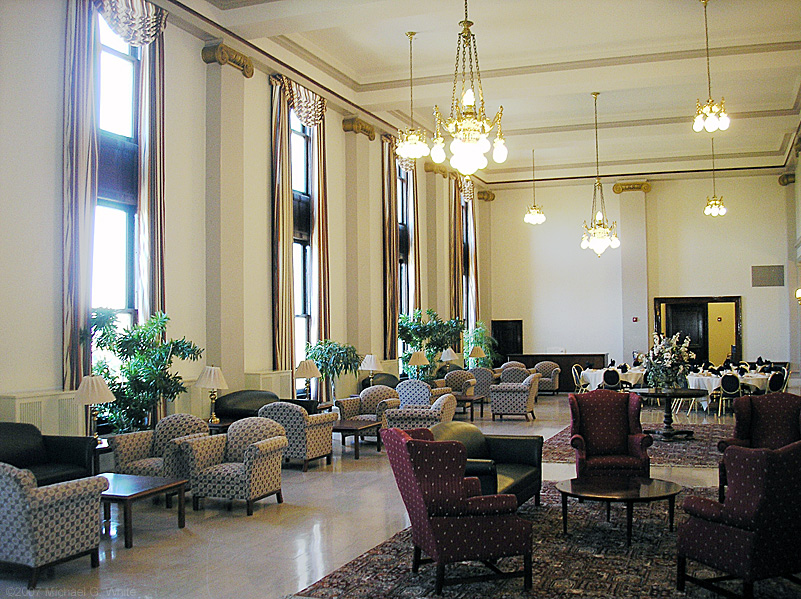